# Ana-Neda
Ana-Neda (in serbo Ана-Неда?, in bulgaro Анна-Неда?; fl. XIV secolo) è stata per breve tempo imperatrice consorte di Bulgaria nel 1323-1324 come sposa del "despota di Vidin" Michele Šišman, eletto imperatore di Bulgaria nel 1323. Era figlia del re serbo Stefano Uroš II Milutin e della principessa Elisabetta degli Arpadi, figlia del re Stefano V d'Ungheria e di Elisabetta la Cumana, figlia di Köten. Dal matrimonio con Michele ebbe tre figli, uno dei quali fu Ivan Stefan di Bulgaria, poi per breve tempo imperatore di Bulgaria (1330-1331).

## Biografia
Ana era la figlia del re serbo Stefano Uroš II Milutin e della sua terza moglie, Elisabetta d’Ungheria. Quindi è possibile che sia nata prima del 1284, quando suo padre sembra aver divorziato da Elisabetta per sposare Anna di Bulgaria. Da parte paterna, apparteneva alla dinastia dei Nemanjić. Da parte materna, era imparentata con la dinastia ungherese degli Árpád e con la dinastia Angioina. Sua zia, Maria Árpád, era sposata con Carlo II, re di Napoli e Sicilia. Anna Neda era una cugina di primo grado dei figli di Carlo e Maria Árpád, re Roberto d'Angiò e principe Filippo I di Taranto, e suo figlio, Ivan Stefan, era un cugino di secondo grado di Luigi di Taranto e della regina Giovanna d’Angiò
Dal matrimonio con Michele ebbe tre figli:
- Ivan Stefan di Bulgaria, imperatore di Bulgaria nel 1330-1331
- Michele, despota di Vidin per un breve periodo
- Šišman, pretendente al trono bulgaro
- Ludovico, pretendente al trono bulgaro che visse nel Regno di Napoli, morto dopo il 1363

Nel 1324, Michele Šišman divorziò da Ana-Neda per sposare Teodora di Bisanzio. Ana-Neda e i suoi figli furono mandati via da Turnovo in campagna. Nel 1330 Michele Šišman morì e gli succedette il figlio primogenito Ivan Stefan di Bulgaria. Ana-Neda governò la Bulgaria fra il 1330 ed il 1331 come reggente di suo figlio.
Prese i voti monastici e ricevette il nome di Jelena. Fu sepolta nel monastero di Dečani. È stata consacrata nella Chiesa ortodossa serba come venerabile (prepodobna) "Santa Jelena di Dečani" (Света Јелена Дечанска); la sua festa ricorre il 3 giugno (21 maggio, calendario giuliano).

## Nome
Gli storici bulgari recenti la chiamano Ana-Neda (con un trattino). È probabile che sia nata Neda e che al momento del matrimonio con Michele, diventando regina, abbia ricevuto il nome titolare Ana. È stata anche chiamata Dominika (Доминика), perché Neda deriva da "недеља" (nedelja) in serbo, che significa "domenica", cioè "Dius Domini").

## Ascendenza
|                         |                    |                         | Genitori              |  |  | Nonni |  |  | Bisnonni            |  |  | Trisnonni       |  |
|                         |                    |                         |                       |  |  |       |  |  | Stefano Prvovenčani |  |  | Stefano Nemanja |  |
|                         |                    |                         |                       |  |  |       |  |  | Stefano Prvovenčani |  |  | Stefano Nemanja |  |
|                         |                    | Anna di Serbia          |                       |  |  |       |  |  | Stefano Prvovenčani |  |  |                 |  |
| Stefano Uroš I          |                    |                         |                       |  |  |       |  |  | Stefano Prvovenčani |  |  |                 |  |
|                         |                    | Anna Dandola            | Renier Dandolo        |  |  |       |  |  |                     |  |  |                 |  |
|                         |                    | Anna Dandola            | Renier Dandolo        |  |  |       |  |  |                     |  |  |                 |  |
|                         |                    | Anna Dandola            | …                     |  |  |       |  |  |                     |  |  |                 |  |
| Stefano Uroš II Milutin |                    | Anna Dandola            |                       |  |  |       |  |  |                     |  |  |                 |  |
|                         |                    | …                       | …                     |  |  |       |  |  |                     |  |  |                 |  |
|                         |                    | …                       | …                     |  |  |       |  |  |                     |  |  |                 |  |
|                         |                    | …                       | …                     |  |  |       |  |  |                     |  |  |                 |  |
| Elena d'Angiò           |                    | …                       |                       |  |  |       |  |  |                     |  |  |                 |  |
|                         |                    | …                       | …                     |  |  |       |  |  |                     |  |  |                 |  |
|                         |                    | …                       | …                     |  |  |       |  |  |                     |  |  |                 |  |
|                         |                    | …                       | …                     |  |  |       |  |  |                     |  |  |                 |  |
| Ana-Neda                |                    | …                       |                       |  |  |       |  |  |                     |  |  |                 |  |
|                         | Béla IV d'Ungheria | Andrea II d'Ungheria    |                       |  |  |       |  |  |                     |  |  |                 |  |
|                         | Béla IV d'Ungheria | Andrea II d'Ungheria    |                       |  |  |       |  |  |                     |  |  |                 |  |
|                         | Béla IV d'Ungheria | Gertrude di Merania     |                       |  |  |       |  |  |                     |  |  |                 |  |
| Stefano V d'Ungheria    | Béla IV d'Ungheria |                         |                       |  |  |       |  |  |                     |  |  |                 |  |
|                         |                    | Maria Lascaris di Nicea | Teodoro I Lascaris    |  |  |       |  |  |                     |  |  |                 |  |
|                         |                    | Maria Lascaris di Nicea | Teodoro I Lascaris    |  |  |       |  |  |                     |  |  |                 |  |
|                         |                    | Maria Lascaris di Nicea | Anna Comnena Angelina |  |  |       |  |  |                     |  |  |                 |  |
| Elisabetta d'Ungheria   |                    | Maria Lascaris di Nicea |                       |  |  |       |  |  |                     |  |  |                 |  |
|                         |                    | Köten                   | Könchen (forse)       |  |  |       |  |  |                     |  |  |                 |  |
|                         |                    | Köten                   | Könchen (forse)       |  |  |       |  |  |                     |  |  |                 |  |
|                         |                    | Köten                   | …                     |  |  |       |  |  |                     |  |  |                 |  |
| Elisabetta la Cumana    |                    | Köten                   |                       |  |  |       |  |  |                     |  |  |                 |  |
|                         |                    | …                       | …                     |  |  |       |  |  |                     |  |  |                 |  |
|                         |                    | …                       | …                     |  |  |       |  |  |                     |  |  |                 |  |
|                         |                    | …                       | …                     |  |  |       |  |  |                     |  |  |                 |  |
|                         |                    | …                       |                       |  |  |       |  |  |                     |  |  |                 |  |